# Comber (miasto)
Comber (irl. an Comar) – miasto w Wielkiej Brytanii (Irlandia Północna; w Hrabstwie Down). Według danych ze spisu ludności w 2011 roku liczyło 9071 mieszkańców – 4337 mężczyzn i 4734 kobiety.